# Hans Joachim Zingel
Hans Joachim Zingel (* 21. November 1904 in Frankfurt (Oder); † 16. November 1978 in Köln) war ein deutscher Harfenist und Musikwissenschaftler, der seinen Schwerpunkt auf die Harfenforschung legte. Er war Professor an der Musikhochschule Köln.

## Leben
Hans Joachim Zingel wurde 1904 als Sohn des Greifswalder Musikers, Komponisten und Musikpädagogen Rudolf Ewald Zingel (1876–1944) in Frankfurt (Oder) geboren. Von 1923 bis 1927 studierte er Harfe bei Max Saal an der Hochschule für Musik Berlin. Darüber hinaus absolvierte er ein musikwissenschaftliches Studium an den Universitäten Berlin, Breslau und Halle (Saale). 1930 wurde er bei Max  Schneider mit der Dissertation Harfe und Harfenspiel vom Beginn des 16. bis ins zweite Drittel des 18. Jahrhunderts zum Dr. phil. promoviert.
Im Jahr 1932 erhielt er ein erstes Engagement als Harfenist in Lübeck. 1934 ging er nach Halle (Saale), wo er unter Bruno Vondenhoff Mitglied des Städtischen Orchesters wurde. 1938 wechselte er zum Gürzenich-Orchester nach Köln, dort war er unter den Dirigenten Eugen Papst und Günter Wand bis 1969 beschäftigt. Wiederholt wurde er in das Bayreuther Festspielorchester berufen (1933/34, 1936–1938, 1951–1953, 1955/56). 1947 wurde er außerdem Dozent an der Musikhochschule Köln. 1974 erhielt er eine Professur.
Er veröffentlichte in den 1960er Jahren beim Friedrich Hofmeister Musikverlag in Leipzig eine vierbändige Harfenlehre und gab u. a. Harfenstücke von Carl Philipp Emanuel Bach, Georg Friedrich Händel, Johann Baptist Krumpholz, Louis Spohr und Georg Christoph Wagenseil heraus. 1977 erschien sein Lexikon der Harfe. Die Orchesterstudien für Harfe aus Orchesterwerken des 20. Jh. gelten als Kompendium und Überblickswerk.
Sein Nachlass befindet sich am Musikwissenschaftlichen Institut der Universität zu Köln.

## Schriften (Auswahl)
- Herausgeber: Festschrift, Max Schneider zum 60. Geburtstag überreicht von Kollegen, Freunden und Schülern. Schneider, Eisleben 1935.
- Das Kölner Gürzenichorchester. Werden und Sein. Zum Jubiläumsjahr für die Mitglieder und Freunde des Orchesters. Musikverlage Gerig, Köln 1963.
- Neue Harfenlehre. Geschichte, Spielart, Musik. 4 Bände. 4 Bände, Hofmeister, Leipzig 1960ff.
- Harfenspiel im Barockzeitalter (= Kölner Beiträge zur Musikforschung. Bd. 77). Bosse, Regensburg 1974, ISBN 3-7649-2578-7 (Dissertation).
- Harfenmusik im 19. Jahrhundert. Versuch einer historischen Darstellung (= Veröffentlichungen zur Musikforschung. Bd. 2). Heinrichshofen, Wilhelmshaven u. a. 1976, ISBN 3-7959-0208-8.
- Lexikon der Harfe. Ein biographisches, bibliographisches, geographisches und historisches Nachschlagewerk von A–Z. Laaber, Laaber 1977, ISBN 3-921518-05-5 (formal falsch).